# Paul Bossé
Pour les articles homonymes, voir Bossé.
Paul Bossé, né à Moncton au Nouveau-Brunswick en 1971, est un poète, cinéaste et dramaturge acadien.

## Biographie
Paul Bossé détient un baccalauréat en cinéma de l'Université Concordia (1994). Il réalise une dizaine de films en plus de publier plusieurs recueils de poésie. Il réalise également des pièces de théâtre créées par le collectif Moncton-Sable.
Paul Bossé s'intéresse plus spécifiquement au cinéma documentaire et expérimental. Il réaliste notamment Kacho Komplo, Moncton Vinyle, Dans l'ombre, Les Sceaux d'Utrecht ainsi que U.S.Assez,,, En collaboration avec Chris LeBlanc, il réalise également un télésérie jeunesse qui s'intitule Lunatiques.
Il produit également plusieurs performances artistiques, notamment dans le cadre du Trip urbain de la Galerie Sans Nom. En collaboration avec Gabriel Robichaud, Paul Bossé met en scène une manifestation poétique multimédia en plein cœur de la ville de Moncton dans le cadre du premier épisode de la nouvelle série documentaire Rendez-vous à ARTV.
En poésie, il fait paraître plusieurs titres aux Éditions Perce-Neige. Son premier recueil Un cendrier plein d'ancêtres (2001) aborde le thème de la mort. « Le recueil s’ouvre sur la naissance du poète qui arrive « plein d’ancêtres » et, dès cet instant, porteur des cendres de son avenir. Entre les deux, il y a le temps, l’amour et la société ».
Son deuxième recueil, Averses (2004), « est fondé sur les états d’âme du poète qu’il a regroupé en différents « types » d’averses : locales, amères, décolletées, sesterces, intermittentes, « nostalgivres », inanimées ou même étrangères, ce qui donne la structure du recueil ».
En 2007, il fait paraître Saint-George/Robinson, un livre qui « propose une courte, mais fort intéressante promenade dans ces deux rues de Moncton », puis en 2011 Continuum, une autobiographie qui « suit la chronologie, de son enfance à 2011 en passant par l’adolescence, les lectures et les films, les études, le voyage en Europe et le retour à Moncton »,,.
Son cinquième recueil, Les démondeurs (2016) « propose une riche réflexion sur l’Acadie d’aujourd’hui en traitant de sujets culturels, sociaux et politiques ». En 2020, Paul Bossé publie Apesanteur  dressant « un portrait un peu inquiet de la planète et de la civilisation humaine».  
En 2023 parait l'essai-récit Tous les tapis roulants mènent à Rome qui reprend les thématiques de la surconsommation et de la gestion de la crise climatique en les liant à son parcours artistique. Une exposition des planches de BD qui illustrent le livre circule d'ailleurs durant quelques mois dans les salons du livre et durant le Festival Québec BD.
Récipiendaire de plusieurs prix, Paul Bossé remporte notamment un prix Éloize, catégorie artiste de l'année en cinéma/vidéo/télévision (2003) ainsi que le Prix Vague de la meilleure œuvre acadienne au FICFA (2011, 2014),.
En 2022, il est nommé poète lauréat francophone de la ville de Moncton et poète flyé du Festival Frye, aux côtés de Drew Lavigne,.

## Regards sur l'oeuvre
« Ses poèmes sont des synopsis qui nous invitent à imaginer des histoires parfois abracadabrantes, parfois anecdotiques, souvent amusantes ».

## Œuvres

### Poésie
- Un cendrier plein d'ancêtres, Moncton, Éditions Perce-Neige, 2001, 126 p. (ISBN 2-920221-91-4)
- Averses, Moncton, Éditions Perce-Neige, 2004, 103 p. (ISBN 2-922992-14-4)
- Saint-George/Robinson, Moncton, Éditions Perce-Neige, 2007, 56 p. (ISBN 978-2-922992-39-7)
- Continuum, Moncton, Éditions Perce-Neige, 2011, 67 p. (ISBN 978-2-922992-62-5)
- Les démondeurs, Moncton, Éditions Perce-Neige, 2016, 80 p. (ISBN 9782896911585)
- Apesanteur, Moncton, Éditions Perce-Neige, 2020, 74 p. (ISBN 9782896913787)

### Essai
- Tous les tapis roulants mènent à Rome, Moncton, Éditions Perce-Neige, 2023, 264 p.  (ISBN 9782896914630)

## Prix et distinctions
- 2024 - Finaliste : Prix littéraire Antonine-Maillet-Acadie Vie (pour Tous les tapis roulants mènent à Rome) [21]
- 2002 - Finaliste : Le Prix littéraire Antonine-Maillet-Acadie (pour Un cendrier plein d'ancêtres)[18]
- 2003 - Récipiendaire : Prix Éloize, catégorie artiste de l'année en cinéma/vidéo/télévision[17]
- 2011 - Récipiendaire : Vague de la meilleure œuvre acadienne au FICFA (pour Moncton Vinyle)[22]
- 2014 - Récipiendaire : Vague de la meilleure œuvre acadienne au FICFA (pour Les Sceaux d'Utrecht)[23]
- 2014 - Récipiendaire : Prix du public au FICFA (pour Les Sceaux d'Utrecht)[23]
- 2015 - Récipiendaire : Royal Reel Award-Documentary au Canada International Film Festival à Vancouver (pour Les Sceaux d'Utrecht)[3]
- 2015 - Finaliste : Prix Gémeaux (pour Les Sceaux d'Utrecht)[24]
- 2017 - Finaliste : Le Prix littéraire Antonine-Maillet-Acadie Vie (pour Les démondeurs)[25]